# Kleine Leeuw

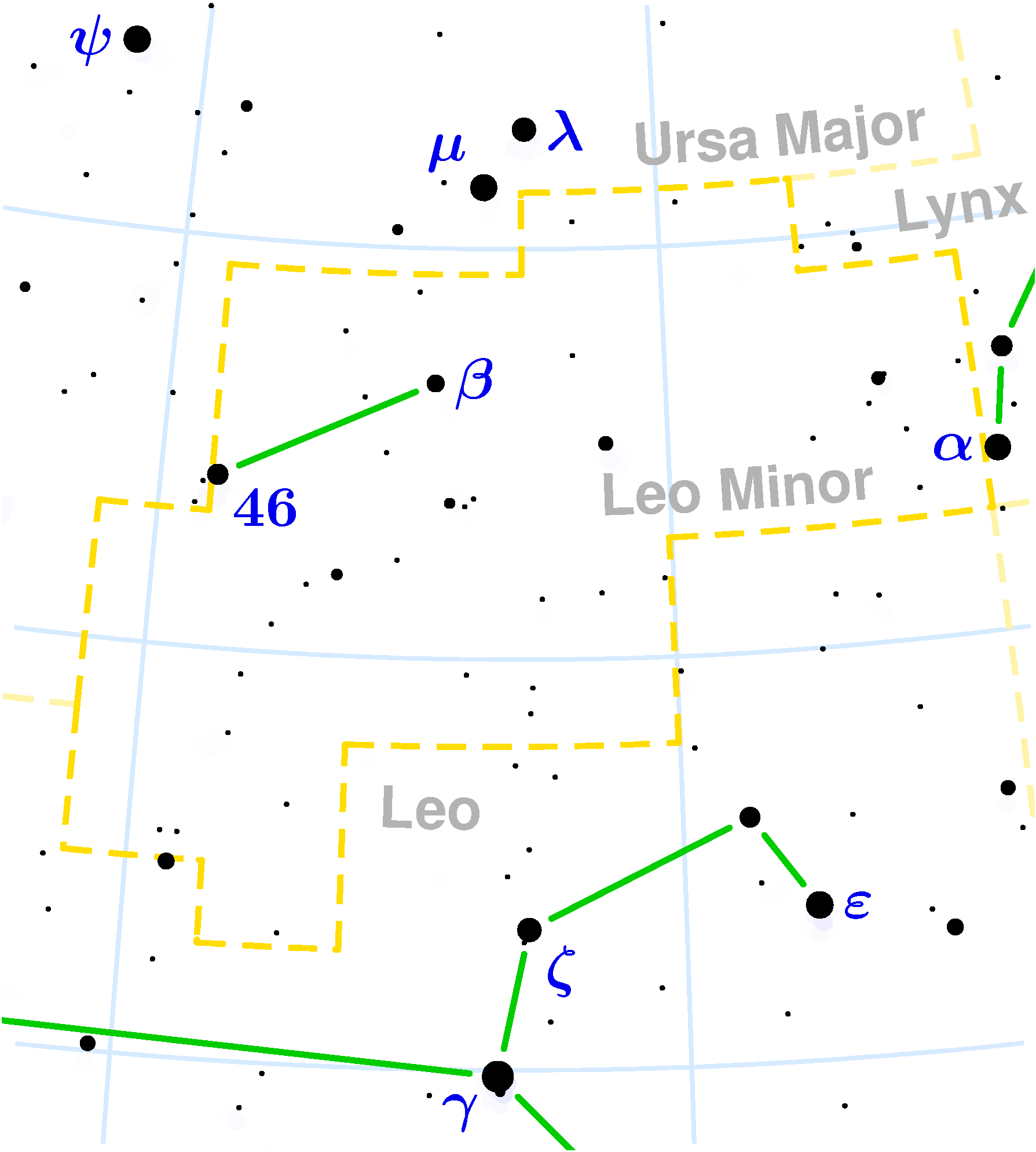
Kaart van het sterrenbeeld Kleine Leeuw.

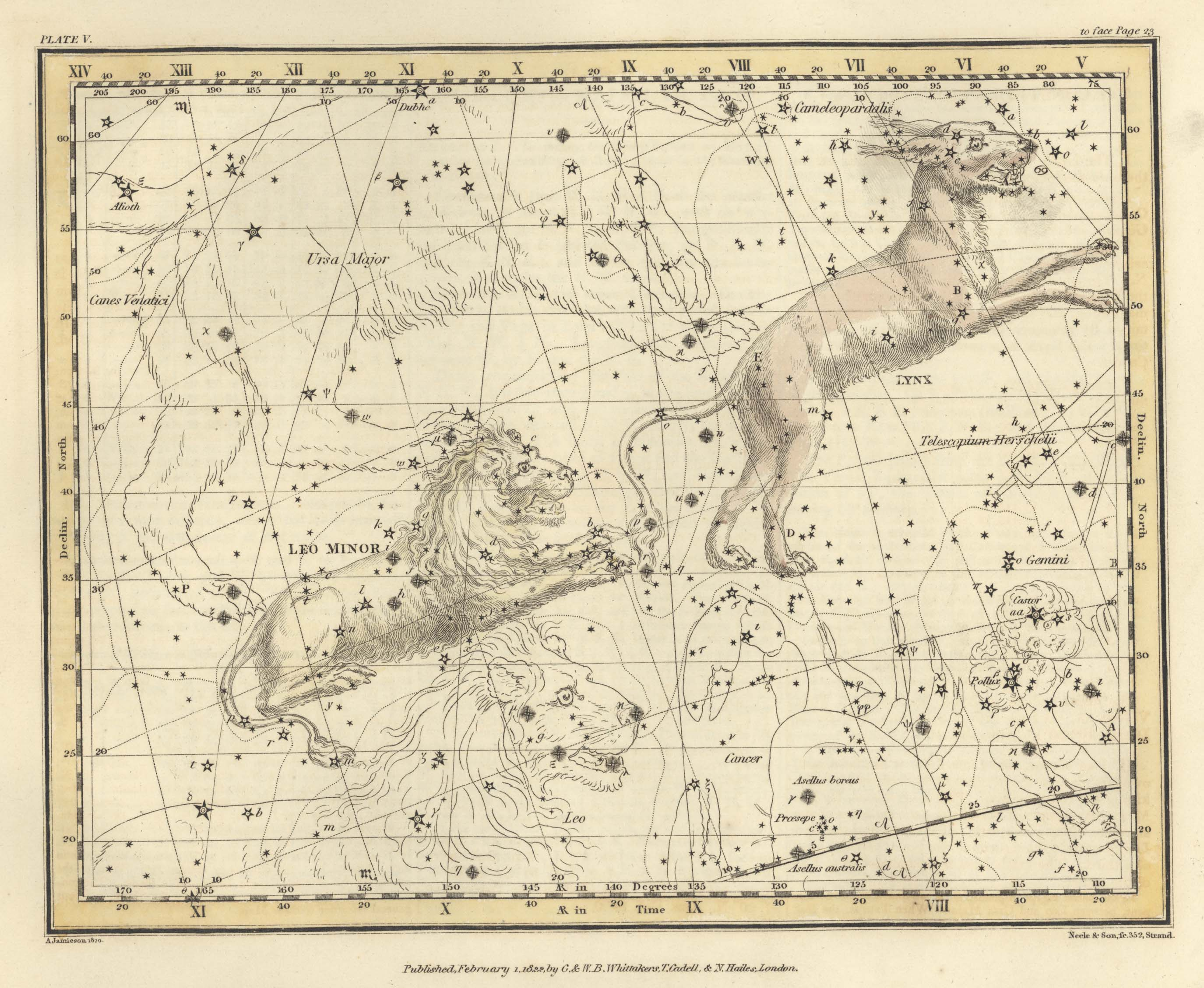
Leo Minor en Lynx (rechts) in de Celestial Atlas van Alexander Jamieson (1822).

Kleine Leeuw (Leo Minor, afkorting LMi) is een onopvallend en klein sterrenbeeld aan de noorderhemel, liggende tussen rechte klimming 9u 19m en 11u 04m en tussen declinatie +23° en +42°.

## Sterren
(in volgorde van afnemende helderheid)
- Praecipua (46 Leonis Minoris)

## Bezienswaardigheden

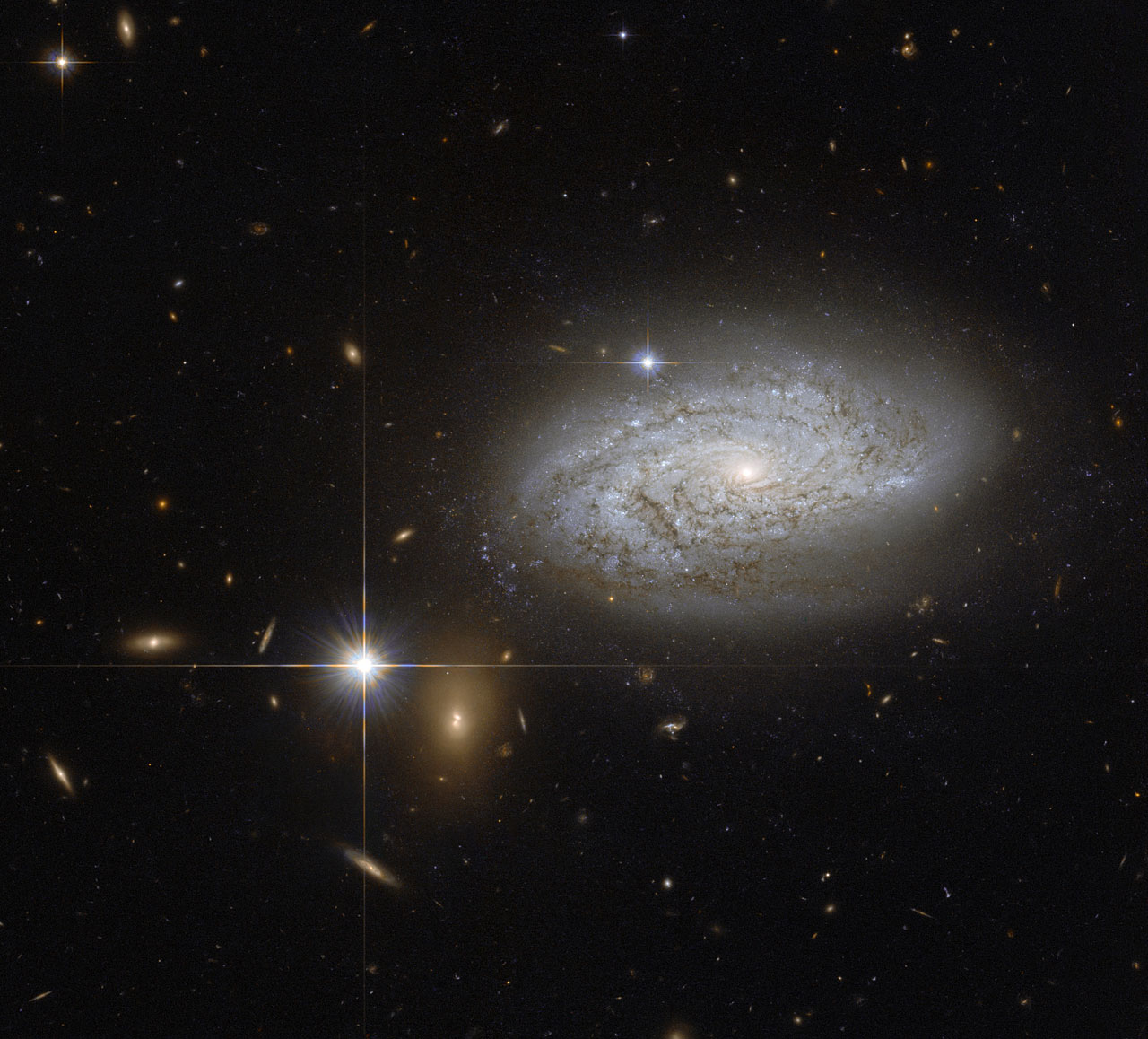
NGC 3021

- NGC 3021NGC 3021 is een spiraalvormig sterrenstelsel met een magnitude van 12,2.
- NGC 3344 en NGC 3432 zijn twee balkspiraalstelsels met een magnitude van 9,7 en 11,1.
- RW Leo Minoris (CGCS 2724) is een koele koolstofster op 10u 16.1m / +30° 34' 19" (J2000.0). Koele koolstofsterren zien er m.b.v. telescopen opvallend roodkleurig uit. Een ander voorbeeld is R Leporis in het sterrenbeeld Haas (Hind's Crimson Star).

## Aangrenzende sterrenbeelden
(met de wijzers van de klok mee)
- Grote Beer (Ursa Major)
- Lynx
- Kreeft (Cancer) (raakt maar op één punt)
- Leeuw (Leo)